# Стоките
Вижте също статията за село Стойките.
Стòките е село в Северна България, община Севлиево, област Габрово.

## География
Село Стоките се намира на около 20 km западно от центъра на град Габрово, 18 km южно от град Севлиево и 12 km изток-североизточно от град Априлци. Разположено е в Средния Предбалкан, в долината на река Росица при началото на пролома ѝ през Черновръшкия рид, където тя приема левия си приток река Негойчевица. Климатът е умереноконтинентален, а почвите в землището са предимно светлосиви горски. През селото минава третокласният републикански път III-6072, който на запад през селата Селище и Кръвеник води до квартал Острец на град Априлци, а на север през селата Попска и Батошево – до връзка с третокласния републикански път III-4402, малко преди село Горна Росица. От кръстовище с път III-6072 в селото се отклонява на изток общинският път GAB2185, който минава през село Тумбалово и продължава на югоизток през село Купен до махалата му Кладев рът. Надморската височина при входа на пътя в селото от север е около 357 m, а при църквата „Свети Димитър“ е около 371 m. Най-южната част от землището на село Стоките попада в националния парк Централен Балкан, а част от населеното място и землището южно от него – в обхвата на защитена зона „Централен Балкан – буфер“.

## История
Село Стоките е записвано от 1891 г. до 1960 г. в списъците на общините (населените места) като „село Стоките (Селището)“ – от Списъка на общините в Княжество България, издаден от Министерството на вътрешните работи през 1891 г. до списъка на населените места в НРБ към 1960 г. включително. През 1983 г. от село Стоките е отделено село Селище.
Двама от четниците в четата на Цанко Дюстабанов са жители на селото.

### Църква
През 1868 г. в село Стоките, без разрешението на турските власти, е построен малък параклис. През 1928 – 1929 г. е построена и през 1930 г. е осветена църквата „Свети великомъченик Димитър“.

### Училище
Учебна дейност в село Стоките е извършвана от 1860-те години. Училищна сграда е построена през 1887 г. от църковното настоятелство на църковно място и е съборена през 1954 г. През 1956 г. е построена нова училищна сграда, която през 1963 г. е обособена в Народно основно училище „Христо Ботев“. През 1991 г. училището е преименувано на Основно училище „Христо Ботев“, през 2000 г. е преобразувано в начално училище, а считано от 1 септември 2001 г. началното училище е закрито.

### Читалище
Народно читалище „Кирил и Методий“ в село Стоките е създадено на 31 март 1929 г. От 1968 г. то е в своя читалищна сграда.

### Потребителна кооперация
Земеделско спестовно заемно дружество в село Стоките се основава през 1908 г. с дейност: влогонабиране и кредитиране на членовете си със заеми. През 1920 г. дружеството се преименува на Кредитна кооперация „Съединение“ – село Стоките, като към първоначалната си дейност прибавя и общи продажби. През 1942 г. Кредитната кооперация „Съединение“ се обединява с Трудово-горска производителна кооперация „Багарещица“ при селото и от тогава последната се преименува на Трудово-горска производителна кооперация „Съединение“ – село Стоките, като към производствената ѝ дейност се включва и дейността на кредитната кооперация, а именно: влогонабиране, кредитиране на членовете със заеми и общи продажби. През 1947 г. кооперацията се преименува на Всестранна кооперация „Съединение“ – село Стоките, като успоредно със свойствената за всестранна кооперация структура за стопанска дейност, съществува и горски отдел за производство на фасониран дървен материал. През 1948 г. комисия на законово основание описва и оценява всички движими и недвижими имоти на този отдел и от тогава държавата става съучастник в кооперацията относно горския отдел, като впоследствие изплаща на кооперацията стойността на цялото имущество на отдела и кооперацията престава да бъде негов собственик. През 1952 г. кооперацията се преименува на Селкооп „Съединение“ – село Стоките (от 1958 г. – Потребителна кооперация „Съединение“). През 1980 г. се учредява Районна потребителна кооперация „Съединение“ – село Стоките, обхващаща и редица околни населени места. От 1994 г. наименованието на кооперацията се променя на Потребителна кооперация „Съединение“ – село Стоките.

### ТКЗС
Трудово кооперативно земеделско стопанство (ТКЗС) в село Стоките се създава на 16 февруари 1958 г. Реформите в селското стопанство през следващите години превеждат първоначалното ТКЗС през организационните форми Държавно земеделско стопанство, Аграрно-промишлен комплекс и техни структурни подразделения. От 1990 г. след регистрирането на Колективно земеделско стопанство „Агрофирма Балкан“ – Севлиево стопанството в село Стоките е негово поделение със самостоятелен баланс и банкова сметка и се преименува на „Земеделско стопанство“, а през 1992 г. на основание разпоредба в Закона за собствеността и ползването на земеделските земи е обявено в ликвидация, която приключва през 1995 г.

### Здравна служба
Участъковата здравна служба в село Стоките се създава в началото на 1940-те години. През 1953 г. се преустройва в участъкова болница – стационар, подчинена на Районната обединена болница – Севлиево. През 1979 г. болницата се преустройва в селски здравен участък, а към 2012 г. се нарича „Здравна служба“.

### Дом за стари хора
Създаденият през 1978 г. Дом за социални грижи в село Стоките, след промени през следващите години в характера на дейността и в наименованието, от 2002 г. е Дом за стари хора с отделение за лежащо болни.

## Население
Населението на село Стоките наброява 1071 души при преброяването към 1934 г., намалява до 435 към 1985 г., 298 към 2001 г. и е 197 (по текущата демографска статистика за населението) към 2019 г.
Преброяване на населението през 2011 г.
Численост и дял на етническите групи според преброяването на населението през 2011 г.:
|                     | Численост | Дял (в %) |
| Общо                | 216       | 100,00    |
| Българи             | 215       | 99,53     |
| Турци               | 0         | 0,00      |
| Цигани              | 0         | 0,00      |
| Други               | 0         | 0,00      |
| Не се самоопределят | 0         | 0,00      |
| Неотговорили        | 1         | 0,46      |

## Обществени институции
Село Стоките към 2020 г. е център на кметство Стоките. Кметство Стоките включва селата Стоките, Валевци, Купен, Селище, Угорелец, Попска и Тумбалово.
В село Стоките към 2020 г. има:
- действащо читалище „Св. св. Кирил и Методий – 1929“;[26][27]
- православна църква „Свети Димитър“;[28]
- пощенска станция.[29]
- целодневна детска градина;[30]
- дом за стари хора с отделение за лежащо болни.

## Културни и природни забележителности
- В Стоките има паметник на загиналите в Балканската война (1912 – 1913 г.).[2]
- Селото е изходен пункт за хижа „Мазалат".[2]
- На около километър западно от село Попска и 2 km северозападно от Стоките се намира Батошевският манастир.

## Редовни събития
Всяка година на Димитровден в селото се организира събор за здраве и веселие на балканджиите. Организират се мероприятия и на други празници. Също така на Богородица в манастира се приготвят традиционни ястия, най-вече супа за манастира и селата.

## Други
- Сайт на селото